# Pennatomys nivalis
Pennatomys nivalis és una espècie extinta de rosegador orizomini de les illes de Sint Eustatius, Saint Kitts i Nevis, a les Petites Antilles. Es tracta de l'única espècie del gènere Pennatomys. És conegut a partir de restes òssies trobades a jaciments arqueològics amerindis de les tres illes, amb una antiguitat que va des del 790-520 aC fins al 900-1200. No se n'han trobat exemplars vius, però hi ha fonts històriques que parlen de rosegadors de Saint Kitts i Nevis que podrien referir-se a P. nivalis. Les dades disponibles el situen dins un grup d'orizominis que també inclou moltes altres espècies insulars.